# Ернст I (герцог Швабії)
Ернст I (нім. Ernst I.; між 984 та 994 — 31 травня 1015) — герцог Швабії в 1012—1015 роках.

## Життєпис
Походив з династії Бабенбергів. Другий син Леопольда I, маркграфа Австрії, та Ріхвари фон Зуалафельдгау. Народився за різними відомостями між 984 та 995 роками, хоча висловлюються думки, що це могло відбутися близько 970 або 990 року.
Перша письмова згадка відноситься до 1002 року. В цей час Ернст стає вірним прихильником нового короля Німеччини Генріха II. Брав участь у боротьбі проти Германа II, герцога Швабії і Ельзасу.
1003 року був у поході німецького війська на чолі з Оттоном I, герцогом Каринтії проти Ардуїна I, короля Італії, що завершилася поразкою у битві на річці Брента. Того ж року Ернст підтримав заколот Генриха фон Швайнфурта, маркграфа Нордгау, у Франконії. До них долучився Бруно, єпископ Аугсбургу. Вони також отримали підтримку з боку польського короля Болеслава I. Втім франконське військо король переміг, а Ернст разом з Генріхом та Бруно потрапив у полон. Завдяки втручанню Віллігіса, архієпископа Майнца, король Генріх II замінив смертну кару на сплату чималого штрафу. Після цього Ернст залишався вірним королю. 1004 року Ернст відзначився під час походу німецького короля проти Ардуїна I.
Близько 1010 року пошлюбив доньку швабсько-ельзаського герцога Германа II. У 1012 році після смерті Германа III король Генріх II розділив його володіння Швабію і Ельзас, віддавши перше герцогство Ернсту. 1014 року брав участь в черговому поході до Італії. 1015 року загинув під час нещасного випадку на полюванні — його лицар Адальберт, намагаючись поцілити в козулю, вбив герцога. Спадкував старший син Ернст II.

## Родина
Дружина — Гізела, донька Германа II, герцога Швабії і Ельзасу.
Діти:
- Ернст (бл. 1011—1030) — герцог Швабії
- Герман (бл. 1015—1038) — герцог Швабії